# Tato Grigalashvili
Tato Grigalashvili (1 de dezembro de 1999) é um judoca georgiano. Foi medalhista de prata nos Jogos Olímpicos de Verão de 2024 em Paris.
Em 2018, Grigalashvili ganhou uma das medalhas de bronze no evento masculino de 81 kg no Judo Grand Prix Antalya, realizado em Antalya, Turquia.
No ano seguinte, Grigalashvili ganhou uma das medalhas de bronze neste evento no Judo Grand Prix Tbilisi 2019, realizado em Tbilisi, Geórgia. No mesmo ano, ele ganhou uma das medalhas de bronze no evento masculino de 81 kg na Universíade de Verão de 2019, realizada em Nápoles, Itália.
Em 2020, Grigalashvili ganhou a medalha de ouro no evento masculino de 81 kg no Judo Grand Slam Düsseldorf, realizado em Düsseldorf, Alemanha. Ele também é medalhista de ouro no evento masculino de 81 kg no Campeonato Europeu de Judô de 2020, realizado em Praga, República Tcheca.
Em 2021, Grigalashvili ganhou a medalha de ouro em seu evento no Judo World Masters, realizado em Doha, Qatar. Ele ganhou a medalha de prata no evento masculino de 81 kg no Campeonato Mundial de Judô de 2021, realizado em Budapeste, Hungria.
Grigalashvili ganhou a medalha de prata em seu evento no Judo Grand Slam Paris de 2022, realizado em Paris, França. Ele ganhou a medalha de ouro no evento masculino de 81 kg no Campeonato Europeu de Judô de 2022, realizado em Sofia, Bulgária.
Nos Jogos Olímpicos de Verão de 2024, ele ganhou a medalha de prata na categoria de peso de 81 kg.